# پاول آدرلی
پاول آدرلی (انگلیسی: Paul Adderley; زاده ۱۵ اوت ۱۹۲۸ –درگذشته ۱۹ سپتامبر ۲۰۱۲) سیاستمدار و وکیل اهل باهاما بود.
او طولانی‌ترین دادستان کل قرن بیستم بود که این پست را برای ۱۷ سال نگه داشته‌است. او از اول دسامبر ۲۰۰۵ تا اول فوریه ۲۰۰۶ به عنوان فرماندار کل باهاما خدمت کرد.